# Helius (Helius) patens
Helius (Helius) patens is een tweevleugelige uit de familie steltmuggen (Limoniidae). De soort komt voor in het Oriëntaals gebied.